# السيفا
السيفا إحدى قرى مركز طوخ التابع لمحافظة القليوبية بجمهورية مصر العربية، ومن أعلامها صدقي سليمان رئيس وزراء مصر الأسبق وعبد الله كمال رئيس تحرير مجلة روز اليوسف السابق.

## التاريخ
ذكرها علي مبارك في كتابه الخطط التوفيقية باسم "السيفة"، حيث ذكر أنها قرية في مديرية القليوبية بقسم أجهور، وأن بها جامع بمئذنة، وأغلب أراضيها مزروعة بالبرتقان، وجماعة من أهلها مشهورون بالألعاب الغربية في سائر أفراح الوجه البحري.

## السكان
بلغ عدد سكان السيفا 6,004 نسمة، حسب الإحصاء الرسمي لعام 2006.